# Partit dels Ciutadans
El Partit dels Ciutadans (islandès Borgaraflokkurinn) fou un partit polític d'Islàndia creat el 1987 com a escissió del Partit de la Independència per Albert Guðmundsson, antic ministre que fou obligat a dimitir per la seva implicació en el finançament il·legal de la naviliera Hafskip. Es presentà a les eleccions legislatives islandeses de 1987 i va obtenir 7 diputats a l'Alþingi. El seu cap fou nomenat ambaixador islandès a França i el 1989 dos dels seus diputats s'escindiren i tornaren al Partit de la Independència. Els restants van formar part del govern de coalició de Steingrímur Hermannsson, rebent les carteres de justícia i medi ambient.
A les eleccions legislatives islandeses de 1991 es presentà tan fragmentat que no va obtenir representació. Va cessar les seves activitats el 1994.

## Resultats electorals
| Any  | Vots   | %     | Escons | +/- |
| ---- | ------ | ----- | ------ | --- |
| 1987 | 16,588 | 10.86 | 7 / 63 | Nou |